# Cassandra (film)
Pour les articles homonymes, voir Cassandra.
Pour plus de détails, voir Fiche technique et Distribution.
Cassandra est un film australien réalisé par Colin Eggleston, sorti en 1986.

## Fiche technique
- Titre français : Cassandra
- Réalisation : Colin Eggleston
- Scénario : Colin Eggleston, Christopher Fitchett et John Ruane
- Photographie : Garry Wapshott
- Musique : Trevor Lucas et Ian Mason
- Pays d'origine :  Australie
- Format : Couleurs - 1,85:1 - Dolby
- Genre : Film d'horreur
- Durée : 94 minutes
- Date de sortie : 1986

## Distribution
- Tegan Charles : Cassandra (enfant)
- Tessa Humphries : Jill / Cassandra
- Dylan O'Neill : Warren (enfant)
- Shane Briant : Stephen
- Tim Burns : Graham